# Langues au Botswana
Les langues officielles du Botswana sont l'anglais et le tswana.
Le tswana est la langue usuelle. 45 % de la population parle couramment l'anglais, en seconde langue, et 2,8 % de la population parle anglais en langue maternelle (2011).

## Statistiques
| Langues                             | Locuteurs 2011 | % 2011  | Locuteurs 2001 | % 2001  | Variation absolue 2011/2001 | Variation relative (ppc) 2011/2001 |
| ----------------------------------- | -------------- | ------- | -------------- | ------- | --------------------------- | ---------------------------------- |
| Tswana                              | 1 484 598      | 77,3 %  | 1 253 080      | 78,4 %  | ▲ +18,48 %                  | 1,0 %                              |
| Kalanga                             | 141 616        | 7,4 %   | 126 952        | 7,9 %   | ▲ +11,55 %                  | 0,6 %                              |
| Kgalagadi                           | 65 375         | 3,4 %   | 44 706         | 2,8 %   | ▲ +46,23 %                  | 0,6 %                              |
| Anglais                             | 52 921         | 2,8 %   | 34 433         | 2,2 %   | ▲ +53,69 %                  | 0,6 %                              |
| Shona                               | 38 489         | 2,0 %   | 11 308         | 0,7 %   | ▲ +240,37 %                 | 1,3 %                              |
| Tshwa                               | 31 778         | 1,7 %   | 30 037         | 1,9 %   | ▲ +5,8 %                    | 0,2 %                              |
| Mbukushu                            | 31 229         | 1,6 %   | 27 653         | 1,7 %   | ▲ +12,93 %                  | 0,1 %                              |
| Ndébélé du Zimbabwe                 | 18 959         | 1,0 %   | 8 174          | 0,5 %   | ▲ +131,94 %                 | 0,5 %                              |
| Héréro                              | 18 710         | 1,0 %   | 10 998         | 0,7 %   | ▲ +70,12 %                  | 0,3 %                              |
| Afrikaans                           | 8 082          | 0,4 %   | 6 750          | 0,4 %   | ▲ +19,73 %                  | 0,0 %                              |
| Kuhane                              | 6 515          | 0,3 %   | 6 477          | 0,4 %   | ▲ +0,59 %                   | 0,1 %                              |
| Yeyi                                | 4 181          | 0,2 %   | 4 801          | 0,3 %   | ▼ −12,91 %                  | 0,1 %                              |
| Birwa                               | -              | 0,0 %   | 11 633         | 0,7 %   | ▼ −100 %                    | 0,7 %                              |
| Tswapong                            | -              | 0,0 %   | 5 382          | 0,3 %   | ▼ −100 %                    | 0,3 %                              |
| Indien                              | -              | 0,0 %   | 1 848          | 0,1 %   | ▼ −100 %                    | 0,1 %                              |
| Kgothu                              | -              | 0,0 %   | 690            | 0,0 %   | ▼ −100 %                    | 0,0 %                              |
| Autres langues asiatiques           | 7 337          | 0,4 %   | 1 891          | 0,1 %   | ▲ +288 %                    | 0,3 %                              |
| Autres langues européennes          | 7 010          | 0,4 %   | 804            | 0,1 %   | ▲ +771,89 %                 | 0,3 %                              |
| Autres langues africaines           | 1 348          | 0,1 %   | 10 036         | 0,6 %   | ▼ −86,57 %                  | 0,6 %                              |
| Autre langues non classées ailleurs | 1 202          | 0,1 %   | 864            | 0,1 %   | ▲ +39,12 %                  | 0,0 %                              |
| Total                               | 1 919 350      | 100,0 % | 1 598 517      | 100,0 % | ▲ +20,07 %                  |                                    |